# Yushania glauca
Yushania glauca là một loài thực vật có hoa trong họ Hòa thảo. Loài này được T.P.Yi & T.L.Long miêu tả khoa học đầu tiên năm 1989.